# Andreas Peschel
Andreas Peschel (* 7. Juni 1962) ist ein deutscher Mikrobiologe und Hochschullehrer an der Eberhard-Karls-Universität Tübingen.
Peschel wuchs in Hagen auf und studierte Biologie in Bochum und Tübingen, wo er 1990 seinen Abschluss machte und 1995 in Mikrobiologie promoviert wurde. Als Post-Doktorand war er in der Gruppe von Friedrich Götz in Tübingen, war am Forschungszentrum Borstel und bei Jos van Strijp an der Universität Utrecht (1999/2000). Danach war er Assistenzprofessor (2001) und dann Professor für zellulare und molekulare Mikrobiologie in Tübingen (Abteilung für medizinische Mikrobiologie und Hygiene). 2008 erhielt er eine volle Professur als Professor für Mikrobiologie in Tübingen (Interfakultäres Institut für Mikrobiologie und Infektionsmedizin, IMIT). Dort leitet er die Abteilung Infektionsbiologie. Seit 2019 ist Andreas Peschel der Sprecher des Exzellenzclusters Controlling Microbes to Fight Infections (CMFI) an der Universität Tübingen, an dem auch das Universitätsklinikum Tübingen sowie das Max-Planck-Institut für Biologie beteiligt sind.
Peschel ist bekannt für Forschungen zum menschlichen Mikrobiom und dessen Wechselwirkung mit dem Wirt. Insbesondere befasst er sich mit Staphylococcus aureus, der natürlich auf der Haut vorkommt, aber auch Verursacher einer gegen die meisten Antibiotika resistenten (MRSA, Methicillin-resistant Staphylococcus aureus), häufigen und potentiell tödlichen Krankenhausinfektion ist. Peschel geht insbesondere den Ursachen von dessen Pathogenität, Wechselwirkung mit dem Wirt, Kolonisierung in der Nase (nach Peschel ein Haupt-Risikofaktor für die Infektion und häufiger Eintrittsort für schwere Infektionen, da zunächst häufig ohne Symptome verlaufend), Zellwandaufbau (Teichonsäure) und Resistenz gegen das Immunsystem und Antibiotika nach. 2016 zeigte er mit seiner Gruppe, dass das von Bakterien (Staphylococcus lugdunensis) in der Nase produzierte Lugdunin ein guter Kandidat für Antibiotika gegen multiresistente Keime wie S. aureus ist. 2023 gelang es seiner Arbeitsgruppe einen weiteren antibiotischen Wirkstoff aus der menschlichen Nase zu isolieren. Das ebenfalls von Bakterien (Staphylococcus epidermidis) in der Nase und der Haut produzierte Epifadin ist, so wie das zuvor entdeckte Lugdunin, antibiotisch wirksam. Epifadin ist der erste Vertreter einer neuen bisher unbekannten Mikroorganismen-abtötende Wirkstoffklasse, die als Leitstruktur zur Entwicklung von neuartigen Antibiotika genutzt werden könnte.
2010 wurde Peschel mit dem Preis der Deutschen Gesellschaft für Hygiene und Mikrobiologie ausgezeichnet, für 2021 erhielt er den Emil-von-Behring-Preis. Seit 2022 ist er Mitglied der Leopoldina.
Er ist leitender Wissenschaftler des Deutschen Zentrums für Infektionsforschung (DZIF).

## Schriften (Auswahl)
- mit C.  Weidenmaier u. a.: A. Role of teichoic acids in Staphylococcus aureus nasal colonization, a major risk factor in nosokomial infections, Nature Medicine, Band 10, 2004, S. 243–245. doi:10.1038/nm991.
- mit R. Wang, M. Otto u. a.: Identification of novel cytolytic peptides as key virulence determinants of community-associated MRSA, Nature Medicine, Band 13, 2007, S. 1510–1514.
- mit H. G. Sahl: The coevolution of host cationic antimicrobial peptides and microbial resistance, Nature Review Microbiology, Band 4, 2009, S.  529–536.
- mit D. Kretschmer u. a.: Human formyl peptide receptor 2 senses highly pathogenic Staphylococcus aureus., Cell Host Microbe, Band 7, 2010, S. 463–473. doi:10.1016/j.chom.2010.05.012.
- mit A. Zipperer u. a.: Human commensals producing a novel antibiotic impair pathogen colonization, Nature, Band  535, 2016, S. 511–516. doi:10.1038/nature18634.
- mit V. Winstel u. a.: Wall teichoic acid structure governs horizontal gene transfer between major bacterial pathogens, Nature Communications, Band 4, 2013, S. 2345.
- mit D. Hanzelmann u. a.: Toll-like receptor 2 activation depends on lipopeptide shedding by bacterial surfactants, Nature Communications, Band 7, 2016, S. 12304. doi:10.1038/ncomms12304.
- mit E. Tacconelli I. B. Autenrieth: Fighting the enemy within, Science, Band 355, 2017, S. 689–690. doi:10.1126/science.aam6372.
- mit D. Gerlach u. a.: A. Methicillin-resistant Staphylococcus aureus alters cell wall glycosylation to evade immunity, Nature, Band 563, 2018, S. 705–709.
- mit M. J. G. T. Vehreschild, E. Tacconelli, C. G. Giske: Beyond COVID-19-a paradigm shift in infection management?, Lancet Infect. Dis., S1473–3099(20)30789-1, 2020.
- mit X. Du u. a.: Staphylococcus epidermidis clones express Staphylococcus aureus-type wall teichoic acid to shift from a commensal to pathogen lifestyle. Nat Microbiol. 6, 2021, S. 757–768. doi:10.1038/s41564-021-00913-z.
- mit S. Heilbronner u. a.: The microbiome-shaping roles of bacteriocins. Nat Rev Microbiol. 19, 2021, 726–739. doi:10.1038/s41579-021-00569-w.
- mit B. O. Torres Salazar u. a.: A nasal commensal produces the broad spectrum and short-lived antimicrobial peptide polyene epifadin to eliminate Staphylococcus aureus. Nat Microbiol. 9, 2024, 200–213. doi:10.1038/s41564-023-01544-2.
- mit L. Maier u. a.: Integrating research on bacterial pathogens and commensals to fight infections – an ecological perspective. Lancet Microbe, 2024, S2666–5247(24)00049-1. doi:10.1016/s2666-5247(24)00049-1.